# Altes Rathaus (München)
Das Alte Rathaus ist ein Baudenkmal am Marienplatz im Bezirk Altstadt-Lehel der bayerischen Landeshauptstadt München. Der gotische Profanbau wurde 1470 bis 1475 von Jörg von Halsbach errichtet und diente bis 1874 als Sitz des Münchner Magistrats.

## Ältere Geschichte

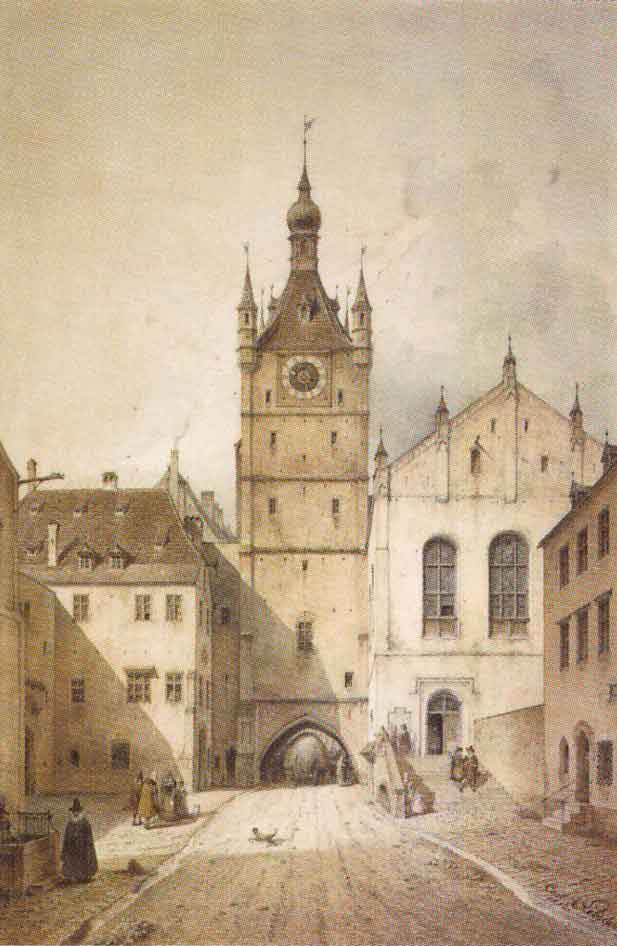
Das Alte Rathaus mit Talburgtor, Carl August Lebschée, 1858

Das Alte Rathaus schließt den Marienplatz nach Osten ab und trennt ihn vom Tal am ehemaligen Graben der sogenannten leonischen Stadtbefestigung Heinrichs des Löwen. Es ist ein Nachfolgebau des 1310 erstmals urkundlich erwähnten Münchner Rathauses, das wegen der Stadtbefestigung, die damals noch am Marienplatz endete, weiter westlich stand, aber bereits den östlichen Abschluss des zentralen Stadtplatzes bildete. Bereits um 1392/94 erhielt dieser Bau einen großen Saal, auch wurde das Talburgtor der ersten Stadtmauer, das ursprünglich Unteres Tor genannt wurde, zum Rathausturm umgebaut. 1460 fiel der gesamte Komplex, von dem eine sehr gute Beschreibung existiert, aber keine Abbildungen bekannt sind, einem Blitzschlag zum Opfer.
1470 bis 1480 erbaute Dombaumeister Jörg von Halsbach, genannt Ganghofer, sein spätgotisches Rathaus. Untergebracht wurde dabei im Keller das Stadtgefängnis (Fronhaus) und im Erdgeschoss das Brothaus. Der Giebel zum Markt bestand auch vor dem frühbarocken Umbau aus wenigen großen Stufen. Der erste Stock wurde als zentraler Raum ausgebaut. Kernstück des Gebäudes ist der weitläufige Rats- bzw. Festsaal (Jörg von Halsbach, 1470–1480) mit den Schnitzarbeiten der Holztonnendecke (Hans Wenger, 1476/77), dem Wappenfries (99 Stadtwappen) in der Kämpferzone des Gewölbes (Ulrich Fuetrer). Der Saalbau, dessen spätgotischer Raum mit einem Tonnengewölbe von Hans Wengler von 1476 zu den architektonischen Meisterleistungen der Münchner Gotik gehörte, wurde von Erasmus Grasser mit Wappen des Hauses Wittelsbach geschmückt. Im Zentrum erscheint dabei der doppelköpfige Reichsadler. Der umgebende Strahlenkranz stand in kosmischem Bezug zu Sonne und Mond, jeweils am Saalende. Ein gemalter Wappenfries an der Nord- und Südseite des Saales stellte „die Ordnungs- und Herrschaftsmächte der Welt“ zu dieser Zeit dar.
Besonders erwähnenswert sind jedoch die von Grasser geschaffenen Holzskulpturen der Moriskentänzer, welche den im 15. Jahrhundert sehr beliebten Tanz darstellten. Diese Figuren wurden ursprünglich um 1480 für den Ratssaal von Erasmus Grasser geschaffen. Heute befinden sich nur noch Kopien im Festsaal, die Originale sind im Besitz des Münchner Stadtmuseums. Genutzt wurde der Ratssaal neben den bürgerschaftlichen Ereignissen auch als Repräsentationsort der Landesherrschaft. 1677 tagte dort der Bayerische Landtag. Im Laufe der Jahrhunderte erfuhr das Gebäude mehrere Umgestaltungen, die dem jeweiligen Zeitgeschmack entsprangen: Um 1625 wurde die Fassade barockisiert, der Rathausturm erhielt eine Zwiebelkuppel. 1778/79 veränderte Augustin Demmel die Westfassade im Stil des Spätbarock. 1848 wurden im Alten Rathaus die Münchner Abgeordneten für die Frankfurter Nationalversammlung gewählt.

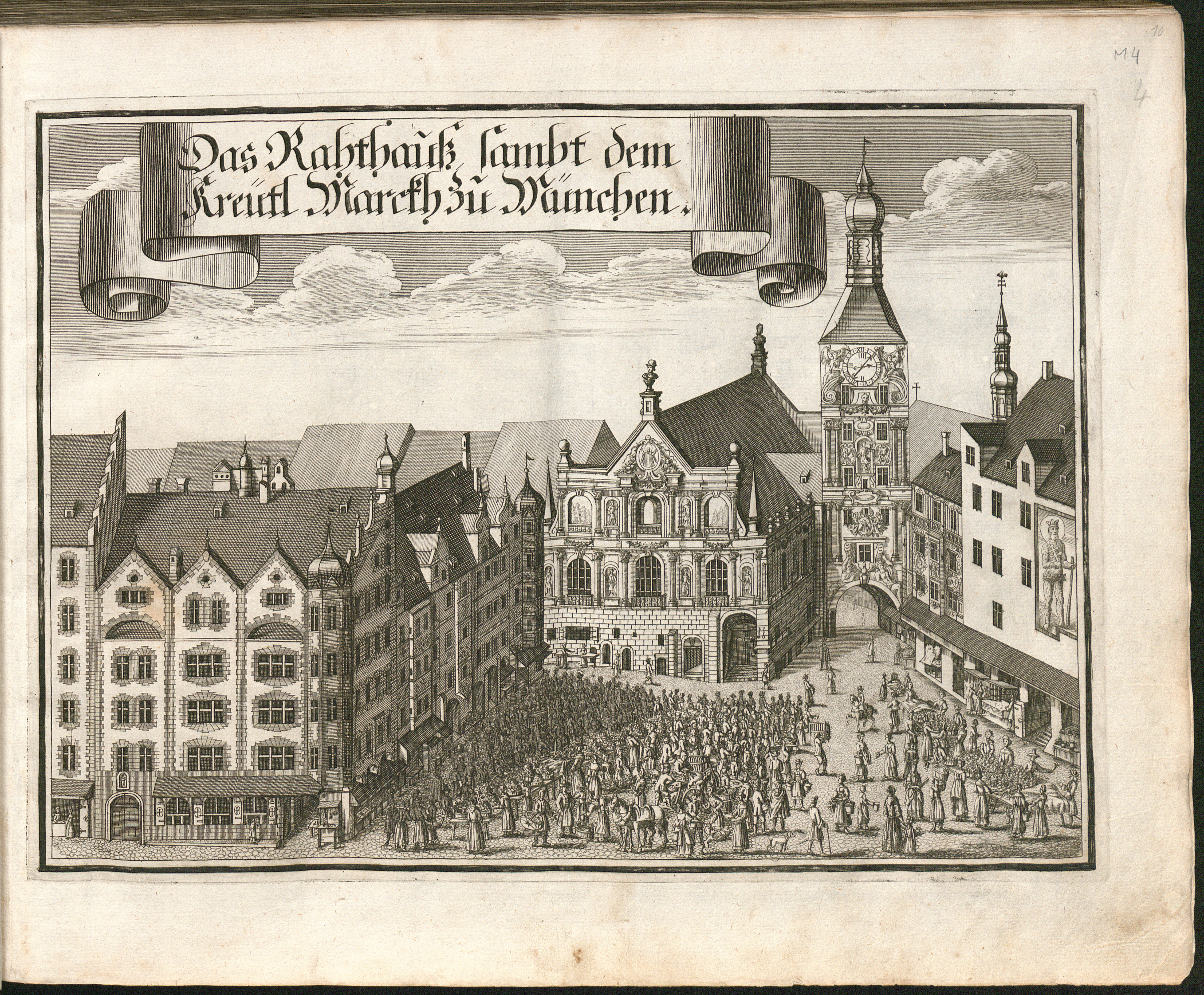
Barockes Rathaus
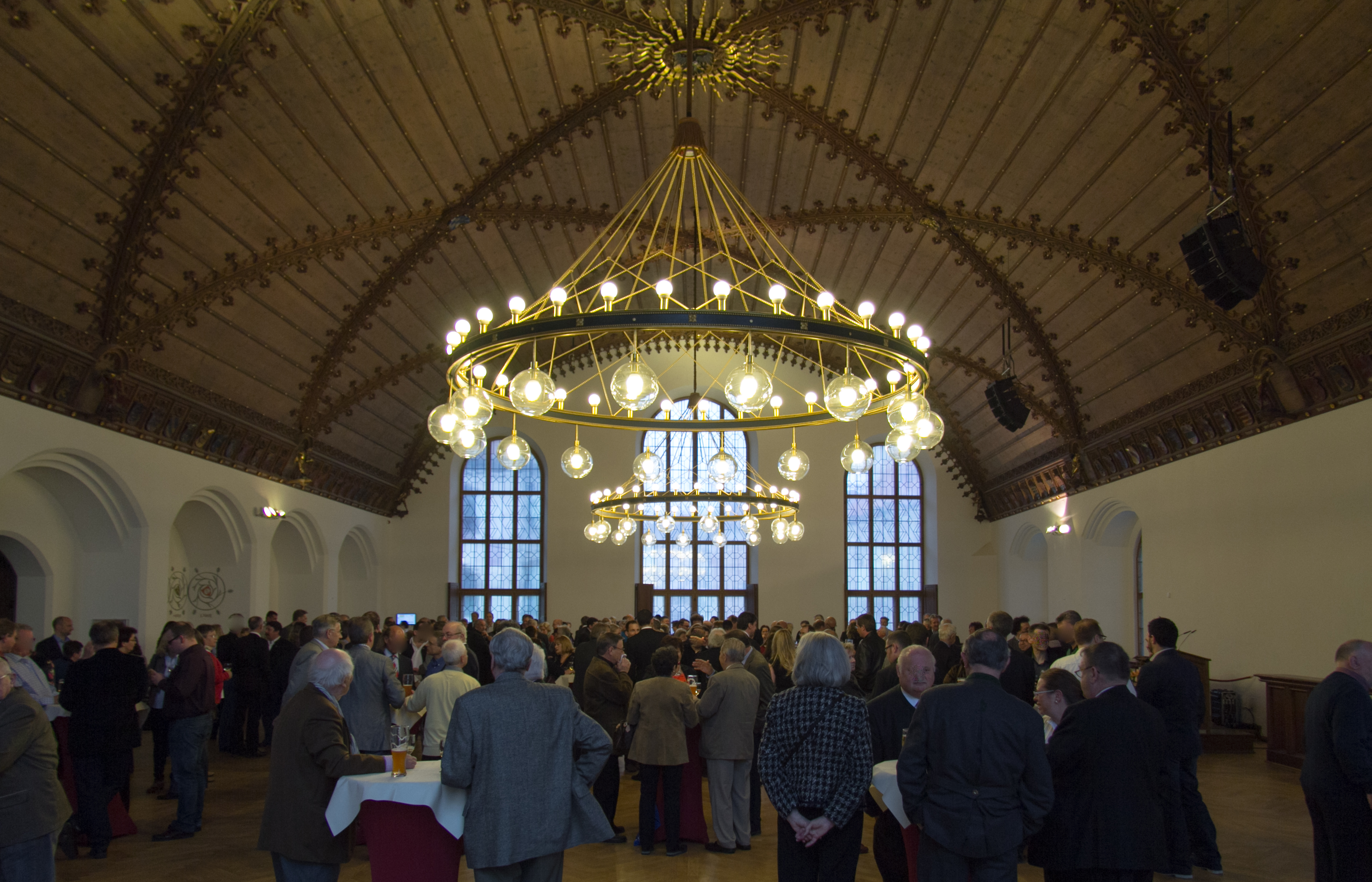
Festsaal
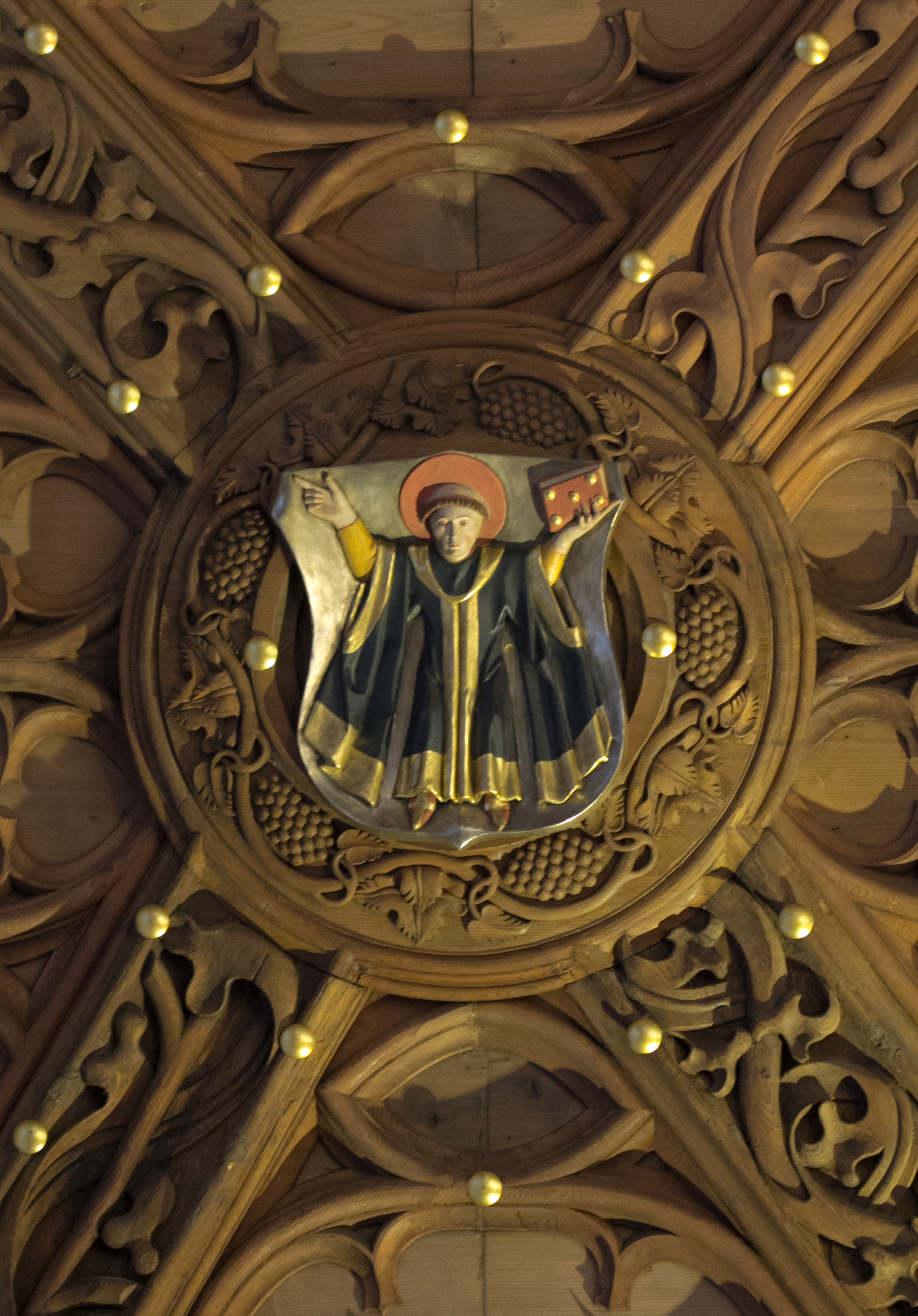
Stadtwappen
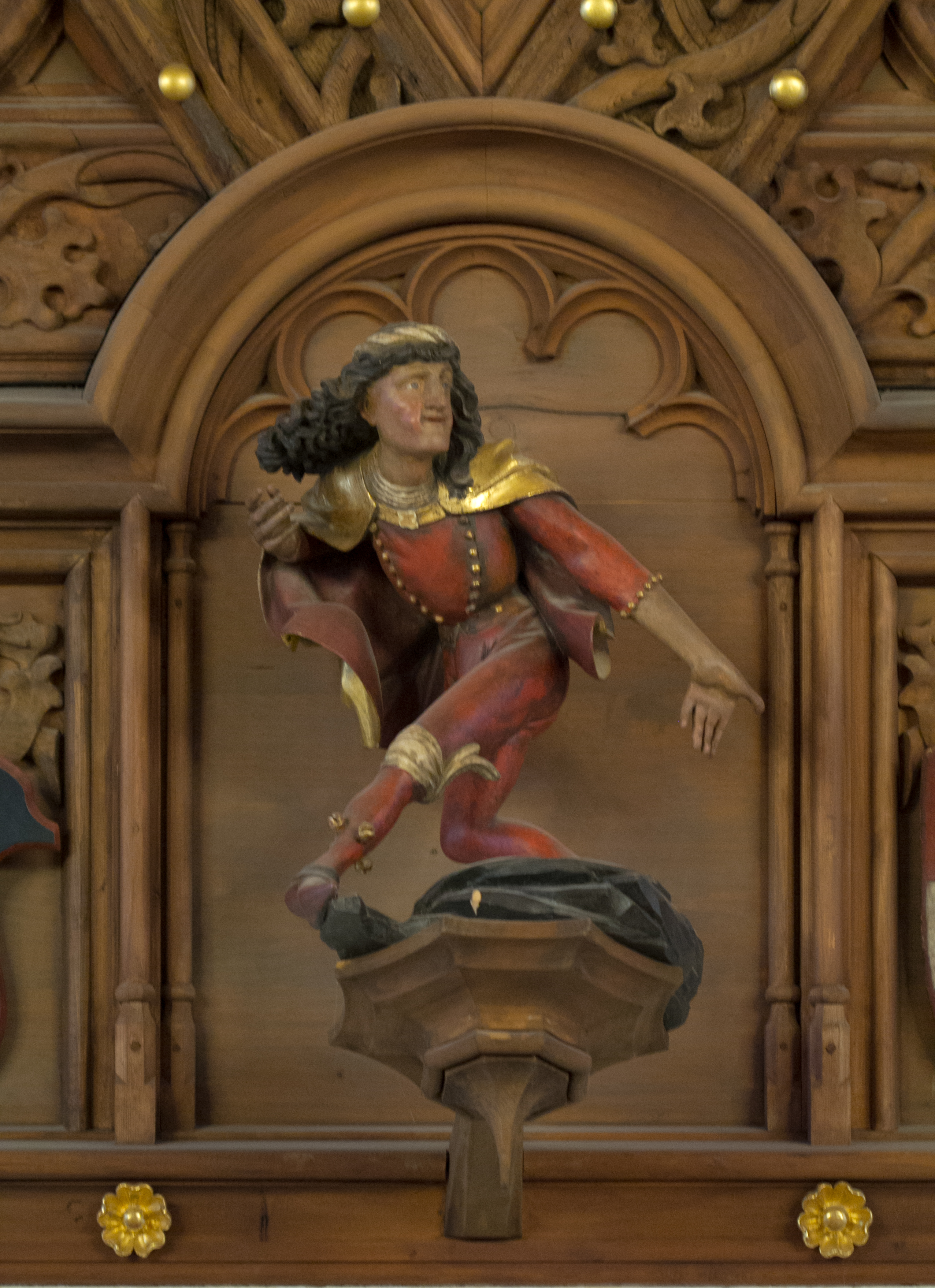
Moriskentänzer

## Jüngere Geschichte

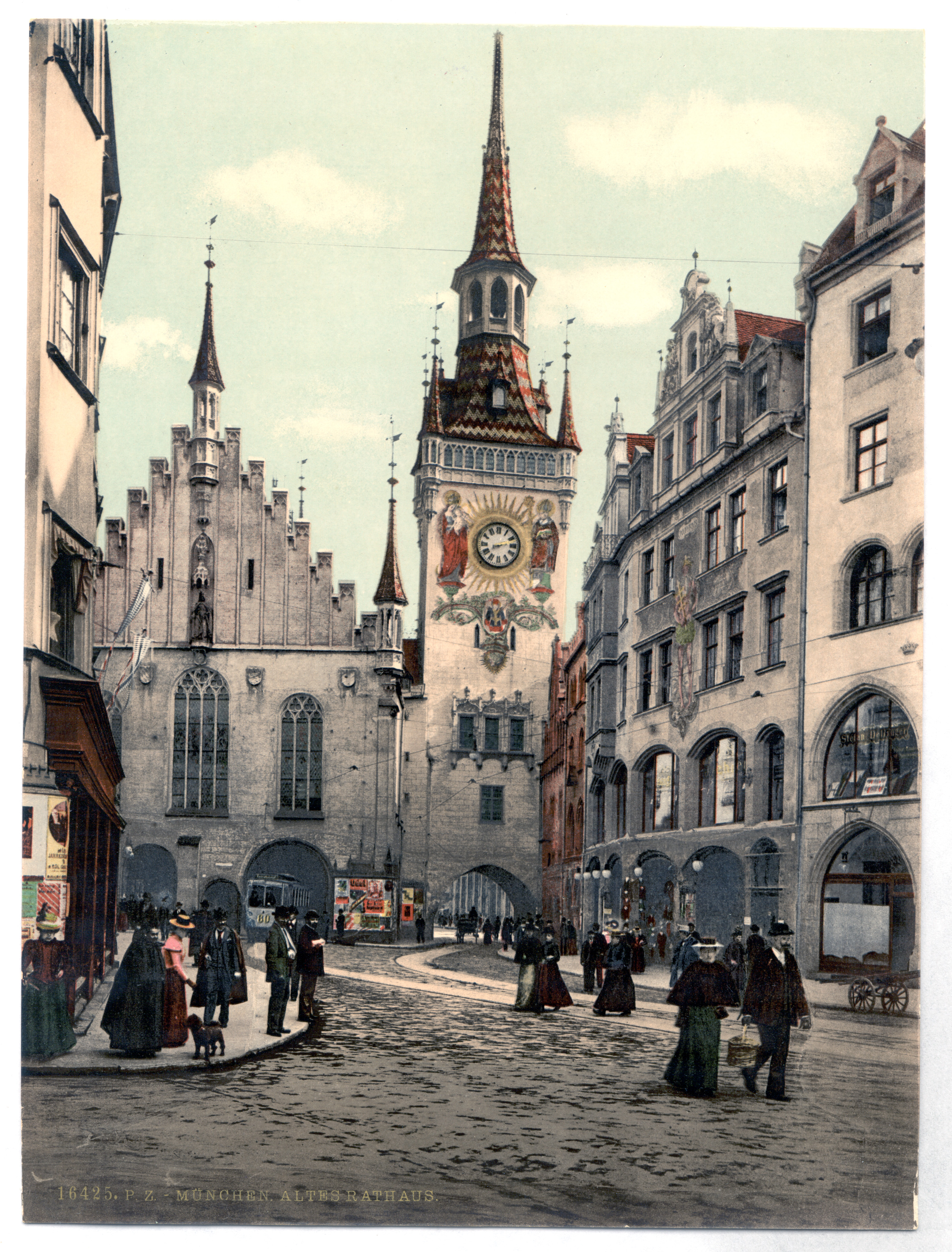
Rathaus nach der Regotisierung, um 1900

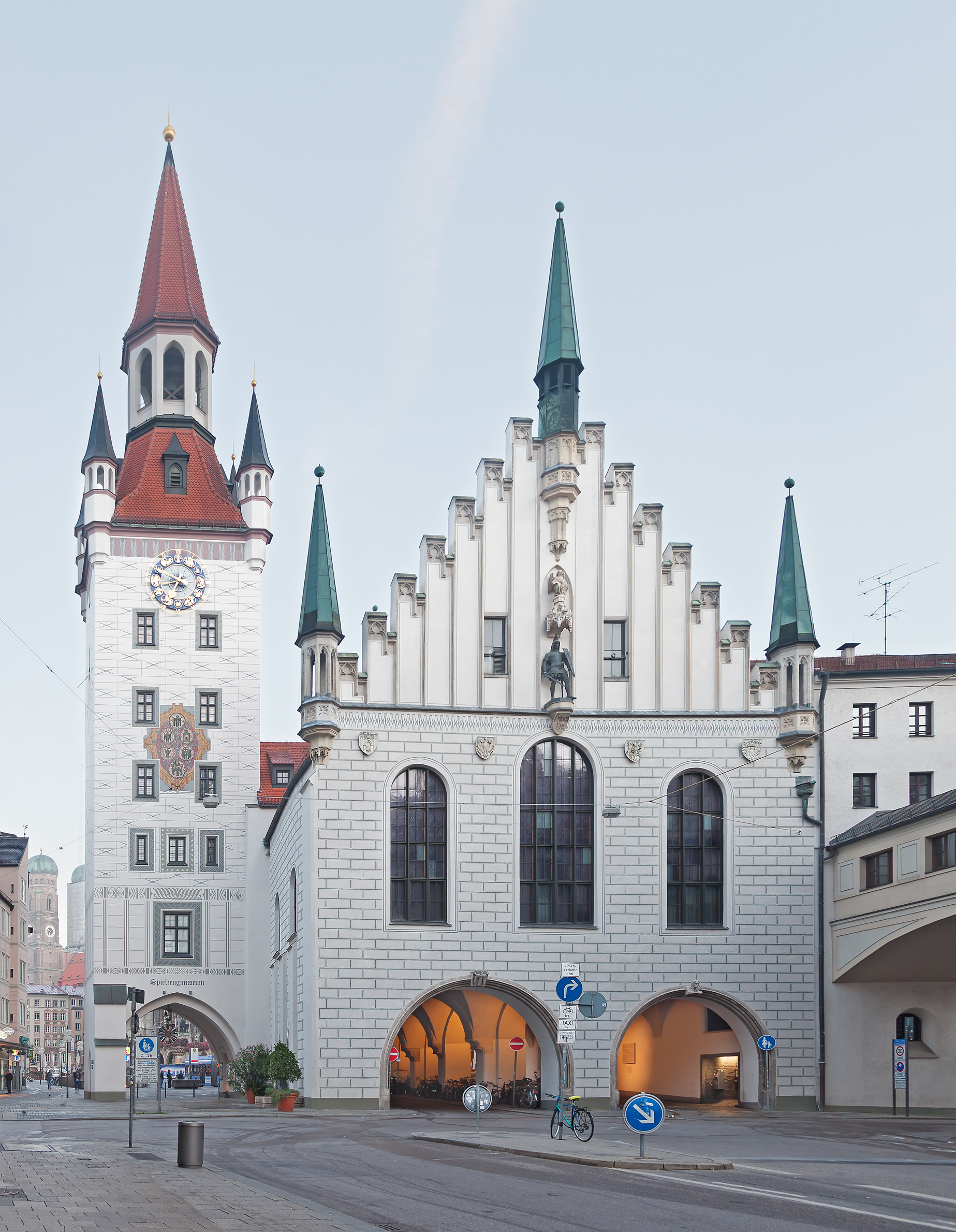
Ansicht vom Tal

1861 bis 1864 wurde das Alte Rathaus von Arnold Zenetti regotisiert, also im neugotischen Stil des Historismus umgestaltet. Der damals entstandene Zinnengiebel mit vielen Stufen entspricht nicht der Darstellung des ursprünglichen gotischen Giebels im Volckmer-Plan von 1613. Der Saal Ganghofers blieb unverändert erhalten. Neben den zwei Herrscherstatuen Ludwigs des Bayern (Westfassade) und Heinrichs des Löwen (Ostfassade) von Konrad Knoll befinden sich seit Zenettis Regotisierung die Wappen Schwabens, Bayerns, der Pfalz und Frankens, „der vier Regierungsbezirke des 19. Jahrhunderts“ (westlich) und der Wittelsbacher, Andechser, des Heiliggeistspitals und das älteste Stadtwappen Münchens (östlich). Julius Fekete kritisierte die Inkonsequenz der Regotisierung des Fassadenschmucks, da sowohl die zwei Herrscherstatuen als auch die Wappen der Regierungsbezirke aus dem 19. Jahrhundert nicht in die Epoche der Gotik passen. Ihm zufolge hätte man im Sinne einer architektonischen Einheit als Statuen eher Albrecht IV. und Ludwig IX. präsentieren müssen.
Nachdem die Stadtverwaltung 1874 in den ersten Bauabschnitt des Neuen Rathauses umgezogen war, wurde im Erdgeschoss eine Durchfahrt zum Tal mit einer separaten Fußgängerpassage durchgebrochen. 1934/35 wurde die heutige Durchfahrt in angepassten gotischen Formen über das ganze Erdgeschoss hin ausgedehnt, womit die Parterrezone endgültig verloren ging. Am 9. November 1938 hielt Joseph Goebbels in dem Gebäude eine Rede, die als Auftakt der Reichspogromnacht gilt. Bei einem Luftangriff am 25. April 1944 wurde das Alte Rathaus schwer beschädigt; der Turm musste wegen Einsturzgefahr im Dezember 1944 gesprengt werden. Zu den Kriegsverlusten gehörte auch das sogenannte Kleine Rathaus, ein aus dem Mittelalter stammender verwinkelter Anbau südlich an den Turm, der ebenfalls neugotisch umgestaltet worden war und verzierte Giebel und Kamine aufwies.
Der Wiederaufbau des Alten Rathauses erfolgte in zwei Phasen: 1953 bis 1958 wurde der Saalbau rekonstruiert, wobei der Ganghofersche Saal das Kernstück der Arbeiten war. Der Festsaal wurde erst 1977 rekonstruiert. In der Fassadengestaltung orientierten sich die Denkmalschützer am gotischen Original; so wurde das Hauptfenster wieder höher; die neugotischen Elemente, vor allem die beiden Herrscherstatuen und die Giebelgestaltung blieben erhalten. Nach langer Diskussion rekonstruierte Erwin Schleich 1971 bis 1974 schließlich den 56 Meter hohen Rathausturm nach dem gotischen Original von 1493. Im Oktogon der Turmspitze hängt eine Bronzeglocke der Erdinger Glockengießerei mit Schlagton d1, die zu jeder halben und vollen Stunde geschlagen wird.
Seit dem Umzug des Magistrats ins Neue Rathaus 1874 dient das Alte Rathaus ausschließlich zu repräsentativen Zwecken und festlichen Anlässen des Oberbürgermeisters, des Stadtrats und der Stadtverwaltung. 
Der Turm beherbergt das Spielzeugmuseum mit der hier seit 1983 untergebrachten Sammlung des Karikaturisten Ivan Steiger. In diesem Privatmuseum sind Holz- und Blechspielzeug, Puppen (darunter auch Barbie-Puppen), Teddybären, Eisenbahnen und Dampfmaschinen zu besichtigen. Das Museum ist ein Familienbetrieb, das seit 2020 von Ivan Steigers Tochter, Helena Steiger, weitergeführt wird. Die Familie betreibt auch in Prag ein Spielzeugmuseum.